# 2037 Bomber
2037 Bomber je neuradno ime za težki ameriški strateški bombnik, ki naj bi ga uporabljalo Ameriško vojno letalstvo po letu 2037. Nov bombnik bo radarsko neviden (»ultra stealthy«), hitrost leta bo nazdvočna, lahko celo hiperzvočna, imel bo ultra dolg dolet in težak bombni tovor. Možna bo tudi brezpilotna različica.
Zaradi majhne proizvodnje bombnikov B-2, ki so jo po približno 20 letalih prekinili zaradi visoke cene, se je pojavila vrzel v ameriških bombnih silah. 2037 Bomber bo vstopil v uporabo, ko se bodo upokojili B-52 in B-1.